# Georg-Weierbach
Georg-Weierbach ist ein Stadtteil der Stadt Idar-Oberstein im Landkreis Birkenfeld in Rheinland-Pfalz.

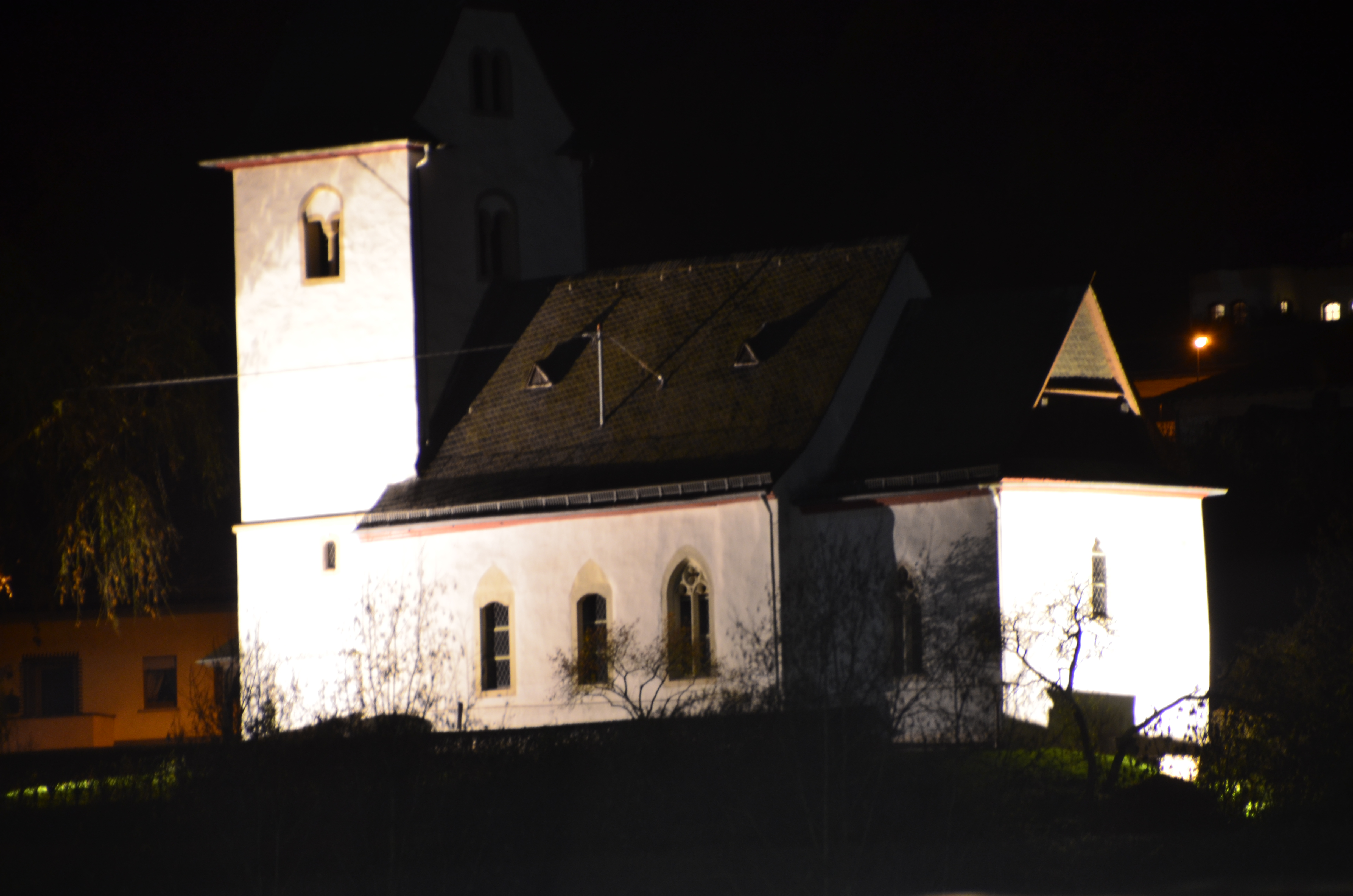
Kirche Georg-Weierbach

## Geographie und Verkehrsanbindung
Der Ortsteil liegt östlich der Kernstadt von Idar-Oberstein und neben dem größten Industriegebiet „Am Kreuz“, in dem vor allem Automobilzulieferer angesiedelt sind. Zum Ortsteil Georg-Weierbach gehört der Wohnplatz Felsenmühle. Südlich der Gemeinde fließt die Nahe und verläuft die Bundesstraße 41. Der Ort wird in der regionalen Mundart auch „Hambische“ genannt. Für die Jugendlichen besteht ein Jugendraum in städtischer Trägerschaft. An der Bushaltestelle „Kirche“ liegt der Friedhof.

## Geschichte
Im Rahmen der rheinland-pfälzischen Funktional- und Gebietsreform wurde Georg-Weierbach zusammen mit vier weiteren Gemeinden am 7. November 1970 in die Stadt Idar-Oberstein eingemeindet.